# Pirangi
Pirangi é um município brasileiro do estado de São Paulo. Sua população estimada em 2014 era de 11 167 habitantes.

## Topônimo

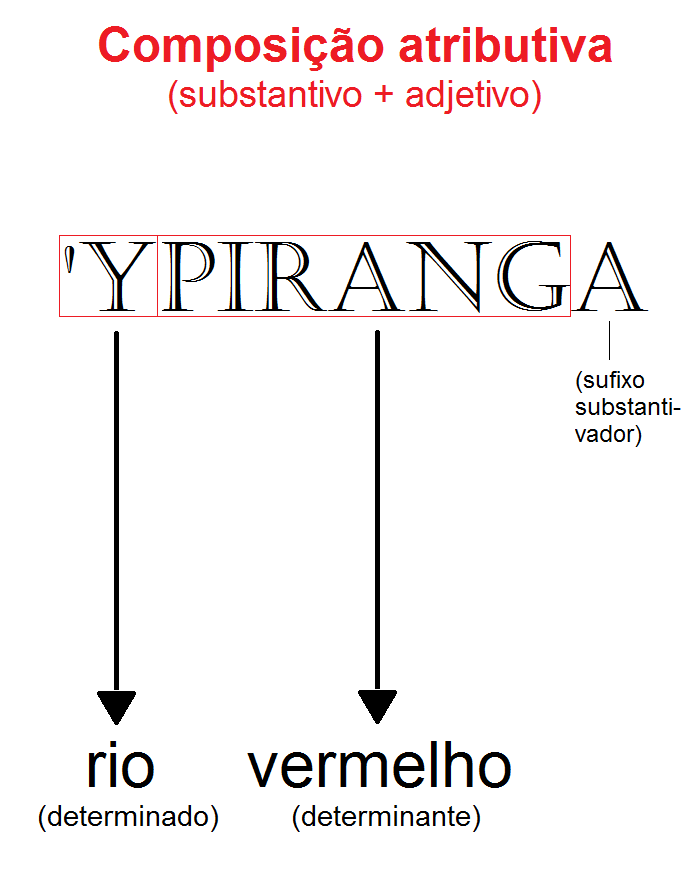
Forma correta de dizer "rio vermelho" em tupi. Ao contrário das composições com relação genitiva, as composições atributivas não apresentam inversão dos termos.

O topônimo Pirangi origina-se da língua tupi e significa "rio vermelho" ou "rio do peixe vermelho". Esse nome, atribuído artificialmente, é gramaticalmente inadequado, pois a forma correta de se dizer "rio vermelho" seria "Ipiranga".

## História
Junto ao córrego Boa Vista, em 1895, foi aberta uma trilha pelos habitantes do distrito de São Sebastião do Turvo (atual Paraíso), desmataram uma área e fundaram um povoado, erigindo uma capela sob o orago de Santo Antonio.
Naquele mesmo ano, Antônio Bernardo de Souza, Galdino Olegário do Nascimento e Joaquim Bernardo de Miranda doaram suas terras para a expansão do povoado, que recebeu o nome de Santo Antônio da Boa Vista, depois alterado para Santo Antônio da Bela Vista. Anos depois, para facilitar o acesso de outras famílias, foi aberta uma ligação para a estrada do Taboado e, com o aumento da população, criou-se no povoado um distrito policial, que foi elevado em 1913 à categoria de distrito de paz, sob a jurisdição de Jaboticabal (Lei Estadual 1402, de 23 de dezembro de 1913). Este distrito recebeu o nome de Pirangi, cuja emancipação ocorreria em 1935, quando foi elevado à categoria de município com a denominação de Pirangi (Decreto 6997, de 7 de março de 1935), sendo desmembrado de Jaboticabal.

## Geografia
Localiza-se a uma latitude 21º05'29" sul e a uma longitude 48º39'28" oeste, estando a uma altitude de 538 metros. Possui uma área de 215,81 km².

## Demografia

### Dados da estimativa - 2008
População Total: 10.315
- Urbana: 8.687
- Rural: 1.351
- Homens: 5.257
- Mulheres: 5.058

Densidade demográfica (hab./km²): 46,52
Mortalidade infantil até 1 ano (por mil): 13,67
Expectativa de vida (anos): 72,43
Taxa de fecundidade (filhos por mulher): 2,05
Taxa de Alfabetização: 89,21%
Índice de Desenvolvimento Humano (IDH-M): 0,779
- IDH-M Renda: 0,704
- IDH-M Longevidade: 0,791
- IDH-M Educação: 0,843

(Fonte: IPEADATA)

## Infraestrutura

### Comunicações
O sistema de telefones automáticos foi inaugurado na cidade em 1979 pela Telecomunicações de São Paulo (TELESP), que também implantou o sistema de discagem direta à distância (DDD) em 1980 com o código de área (0173).
Na década de 90 o código DDD da cidade foi alterado para (017), para padronização do sistema telefônico com a telefonia celular que estava sendo implantada em todo o estado.

## Religião
O Cristianismo se faz presente na cidade da seguinte forma:

### Igreja Católica
- A igreja faz parte da Diocese de Jaboticabal.[9]

### Igrejas Evangélicas
- Assembleia de Deus Ministério do Belém.[10][11]
- Congregação Cristã no Brasil.[12]